# Nils Liedholm
Nils Erik Liedholm (8 tháng 2 năm 1922 – 5 tháng 11 năm 2007) là cựu cầu thủ và huấn luyện viên bóng đá người Thụy Điển. Được biết tới dưới biệt danh Il Barone (tạm dịch: bá tước), Liedholm là một phần của bộ ba nổi tiếng "Gre-No-Li" bên cạnh Gunnar Gren và Gunnar Nordahl thi đấu tại A.C. Milan và đội tuyển Thụy Điển, giành được vô số danh hiệu suốt sự nghiệp của mình. Liedholm là một tiền vệ tấn công tài hoa với khả năng chuyền bóng và tạt bóng xuất sắc, cùng với nhãn quan, khả năng kiểm soát, phong thái và cả sự lịch lãm khi chơi bóng. Ông được công nhận là một trong những tượng đài vĩ đại nhất của câu lạc bộ Milan cũng như của nền bóng đá Thụy Điển, ngoài ra cũng là một trong những cầu thủ lớn nhất thời kỳ hậu chiến. Trong vai trò huấn luyện viên, ông từng dẫn dắt nhiều câu lạc bộ Italia trong hơn 4 thập kỷ, và cũng là một trong những huấn luyện viên thành công nhất lịch sử bóng đá quốc gia này. Tới cuối thế kỷ 20, Liedholm được độc giả tờ Aftonbladet bình chọn là "Cầu thủ vĩ đại nhất" của nền bóng đá Thụy Điển.